# Gérard Dubost
Pour les articles homonymes, voir Dubost.
Gérard Dubost, né en 1938, est un zoologiste français spécialiste de l'écologie mammalienne et de l'histoire naturelle de la forêt tropicale humide de basse altitude de Guyane et du Gabon. L'épithète spécifique de Neacomys dubosti, une nouvelle espèce de rongeur découverte en 2001, lui a été dédié. Il a été directeur de la ménagerie du Jardin des plantes de 1996 à 2001.